# Поздняя Чжао
Поздняя Чжао (кит. упр. 后赵, пиньинь Hòu Zhào) — одно из 16 варварских государств, на которые распался в IV веке Северный Китай. Существовало в 319—351 годах.

## Основание
Основателем царства Поздняя Чжао был Ши Лэ (石勒), выходец из кочевого племени цзе. Ши Лэ прошёл путь от раба к Императору. Он был сподвижником Лю Юань-хая, но, поссорившись с его сыновьями, решил основать собственное царство. В 333 году Ши Лэ скончался и власть захватил его сводный брат Ши Ху. Действуя хитростью и жестокостью Ши Ху убил формального императора Ши Хун и нескольких его братьев.
Согласно В. С. Таскину, Цзе или Цзеши — название местности, где проживало одно из сюннуских кочевий. По местности китайцы стали называть это кочевье цзескими хусцами (сюннусцами). Таким образом, по его мнению, цзе — по происхождению сюннуское (хуннское) племя.
Известный тюрколог С. Г. Кляшторный считал цзе ираноязычным племенем.
Согласно более поздней гипотезе А. В. Вовина, основанной на анализе единственного известного фрагмента текста на языке цзе, это племя говорило на одном из языков енисейской семьи.

## Расцвет. Правление Ши Ху334—349 годы
В 334 году Ши Ху стал императором. С 334 по 339 годы Ши Ху отражал вторжение армии Цзинь. В 313 году Ши Ху попытался завоевать княжество Лян в Ганьсу, но не сумел. В глазах подданных Ши Ху был варваром и тираном, поэтому он содержал огромную охрану (в том числе женщин-стражей из своего гарема), кроме того он тратил огромные средства на дворцы в городе Е и сады. Против Ши Ху составил заговор его чудовищно жестокий сын Ши Суй, но заговор раскрыли и Ши Ху казнил сына, 26 его жён и всех детей. Ши Сюань показал безразличие к государственным делам и Ши Ху тоже лишил его наследства. В ответ Ши Сюань убил брата-наследника и пытался убить отца. Ши Сюаня схватили и по приказу Ши Ху сожгли со всей семьёй.
Тирания Ши Ху привела, в 345 году к восстаниям. В районе Наншиня местный губернатор объявил себя вассалом Цзинь, а свою область царством Лян. Ши Ху послал армию из 80 000 бойцов на подавление восстания, но эта армия полностью погибла. В 349 году Лян Ду, комендант область Шэньси, договорился с вождём пленных дуаньцев Се Дучжэном о восстании. Лян Ду взял Чанъань, разбил армию Ши Бао. Армия Лян Ду стремительно двигалась к Лояну. На помощь Ши Ху пришёл Яо Ичжун, вождь кянов и ди, он привёл всего 8 000 всадников. Он потребовал передать ему руководство армией и в бою под стенами Лоюна разбил Лян Ду.

## Упадок
Вскоре Ши Ху заболел и между принцами началась борьба за престол. Победил Ши Ши, который при поддержке полководца Чжан Чая стал императором. Принц Ши Цзунь поднял армию и сверг Ши Ши. Полководец Жань Минь убил Ши Цзуня, императором сделав Ши Цзяня, которого вскоре посадил в темницу. Жань Минь был китайцем, усыновлённым «хунном» (точнее цзе) Ши Ху, он тайно ненавидел хуннов и придя к власти отдал приказ о казни всех хуннов в государстве.
Командующие армией Ши Ци и Ши Кунь повели хуннов против Жань Миня. Жань Минь провозгласил себя императором династии Жань Вэй и казнил всех членов рода Ши. Жань Минь отправил послание в Цзинь с просьбой о помощи и цзиньцы согласились помочь, но полководец Инь Хао сорвал поход. Ши Чжи укрепился в крепости Сянго и попросил помощи у Мужуна Цзюня, Яо И-чжуна с сыном Яо Сянем и вождя ди Фу Хуна. Атака хуннов на столицу Ечэн была отбита 300 000 армией Жань Миня. В 351 году Сянго был осаждён.
Действую осторожно, Мужун Цзюнь повёл 200 000 армию на Гичэн (Пекин) и сделал город своей столицей. В результате неудачного манёвра Жань Минь попал, под стенами Сянго, в окружение соединённых войск хуннов, кянов и сяньбийцев. Армия Жань Миня была уничтожена, но он смог оправиться от поражения и разбил хуннов, которые напали на столицу. В 352 году Жань Минь взял Сянго, но мужуны отбили город. Окружённая мужунами, армия Жань Миня яростно отбивалась. Мужун Ко притворно отступил и когда китайская армия вышла из лагеря, он напал с двух сторон. Жань Минь лично убил множество врагов и почти прорвал окружение, но его смогли схватить и обезглавили.
Захватив Ечэн, мужуны провозгласили империю Янь.

## Императоры Поздней Чжао
| Храмовое имя       | Посмертное имя                   | Личное имя             | Годы правления           | Эра правления (年號 niánhào) и годы эры                                                           |
| ------------------ | -------------------------------- | ---------------------- | ------------------------ | ------------------------------------------------------------------------------------------------- |
| Гао-цзу 高祖 Gāozǔ | Мин-ди 明帝 Míngdì               | Ши Лэ 石勒 Shí Lè      | 319—333                  | - Чжаован (趙王 Zhàowáng) 319—328 - Тайхэ (太和 Tàihé) 328—330 - Цзяньпин (建平 Jiànpíng) 330—333 |
| отсутствует        | Хай Ян-ван 海陽王 Hǎiyángwáng    | Ши Хун 石弘 Shí Hóng   | 333—334                  | - Цзяньпин (建平 Jiànpíng) 333 - Яньси (延熙 Yánxī) 334                                           |
| Тай-цзу 太祖 Tàizǔ | У-ди 武帝 Wǔdì                   | Ши Ху 石虎 Shí Hǔ      | 334—349                  | - Цзяньу (建武 Jiànwǔ) 334—349 - Тайнин (太寧 Tàiníng) 349                                        |
| отсутствует        | Цяо-ван 譙王 Qiáowáng            | Ши Ши 石世 Shí Shì     | 73 дня в 349 году        | - Тайнин (太寧 Tàiníng) 73 дня в 349 году.                                                        |
| отсутствует        | Пан Чэн-ван 彭城王 Pángchéngwáng | Ши Цзунь 石遵 Shí Zūn  | 183 дня в 349 году       | - Тайнин (太寧 Tàiníng) 183 дня в 349 году.                                                       |
| отсутствует        | И Ян-ван 義陽王 Yìyángwáng       | Ши Цзянь 石鑒 Shí Jiàn | 103 дня в 349—350 годах. | - Цинлун (青龍 Qīnglóng) 103 дня в 349—350 годах.                                                 |
| отсутствует        | Синь Син-ван 新興王 Xīnxīngwáng  | Ши Чжи 石祗 Shí Zhī    | 350—351                  | - Юннин (永寧 Yǒngníng) 349—350                                                                   |